# Vaughanella multipalifera
Espèce
Statut CITES
Vaughanella multipalifera est une espèce de coraux appartenant à la famille des Caryophylliidae.